# 国鉄180形蒸気機関車
180形は、かつて日本国有鉄道の前身である鉄道院に在籍したタンク式蒸気機関車である。もとは、1900年（明治33年）に、徳島鉄道が愛知県熱田にあった鉄道車輛製造所から購入したもので、1907年（明治40年）に鉄道国有法による買収により国有鉄道籍を得たものである。

## 概要
車軸配置2-4-0(1B)で2気筒単式の飽和式タンク機関車で、1両のみが製造された。製造時は、丙1形(5)と称した。
この機関車は、日本の民間車両製造工場製の第1号機関車であり、俗説として汽車製造製の後の鉄道院230形が日本の民間工場製機関車の第1号とされることがあるが、これは誤りである。国産とはいっても、台枠や動輪、シリンダ等は半製品をイギリスから輸入し、不足部分を国内の工場で補って完成させたものである。同工場では3両分の半製品を輸入したものらしいが、完成したのはこの1両のみに終わり、完成の翌年、工場は倒産してしまった。
完成しなかった2両分の部品は、抵当物件として差し押さえた銀行から汽車製造の手に渡り、1903年（明治36年）に西成鉄道1, 3（後の鉄道院170形）になったといわれている。
本機は、1909年に制定された鉄道院の車輛形式称号規程により、180形（180）に改番された。鉄道院では、1917年（大正6年）2月まで在籍し、廃車後は八幡製鉄所に移った。八幡製鉄所では、302として1933年（昭和8年）頃までそのまま使用したが、牽引力の不足がみられたため、徹底的な大改造が行われて、車軸配置も0-6-0(C)形に変わり原形を全くとどめなくなってしまった。

## 主要諸元
- 全長 : 8,390mm
- 全高 : 3,658mm
- 軌間 : 1,067mm
- 車軸配置 : 2-4-0(1B)
- 動輪直径 : 1,372mm
- 弁装置 : ジョイ式基本型
- シリンダー（直径×行程） : 330mm×508mm
- ボイラー圧力 : 9.8kg/cm2
- 火格子面積 : 0.93m2
- 全伝熱面積 : 61.1m2
  - 煙管蒸発伝熱面積 : 56.1m2
  - 火室蒸発伝熱面積 : 5.0m2
- ボイラー水容量 : 2.2m3
- 小煙管（直径×長サ×数） : 44.5mm×2,997mm×134本
- 機関車運転整備重量 : 32.27t
- 機関車空車重量 : 26.28t
- 機関車動輪上重量（運転整備時） : 34.61t
- 機関車動輪軸重（最大・各軸均等） : 12.33t
- 水タンク容量 : 3.17m3
- 燃料積載量 : 1.34t
- 機関車性能
  - シリンダ引張力：3,360kg
- ブレーキ装置：手ブレーキ、蒸気ブレーキ?